# 森見登美彥
森見登美彥（日语：／ Morimi Tomihiko，1979年1月6日—）是日本的小說家，本姓森見，「登美彥」是他的筆名。
京都大學畢業，作品内容亦多以京都为背景，并将光怪陆离的幻想融入小说之中，與同畢業於京都大学的小説家萬城目學被譽爲“京大雙璧”。森见以《太阳之塔》出道，旋即斩获日本奇幻小說大獎，之后作品亦多有获奖，此外创作的《四曡半神話大系》、《春宵苦短，少女前進吧！》、《有頂天家族》等多部作品被改編為動畫、漫畫與舞臺劇，同样获得了不少奖项。

## 生涯
他成長於奈良縣生駒市，在京都大學農學部生物機能科學學科應用生命科學課程畢業，後修讀同校的農學研究科修士課程。
2003年，他的首部出版小說《太陽之塔》獲得「日本奇幻小說大獎」，該書以京都大學生活為題材。2007年憑《春宵苦短，少女前進吧！》獲得「山本周五郎獎」、「書店大獎」第2名、《達文西》（ダ・ヴィンチ）雜誌年度小說讀者票選第1名。2008年憑《有頂天家族》獲得書店大獎第3名。
他的其它作品有《四疊半宿舍，青春迷走》、《狐狸的故事》、《美女與竹林》、《宵山萬花筒》等。
2010年，《企鵝公路》獲得日本SF大賞。
2014年，《神聖懶鬼的冒險》獲得第2回京都本大獎。
2017年 ，《夜行》獲得第7回廣島本大獎。

## 作品
- 2003年 《太陽之塔》
- 2005年 《四疊半宿舍，青春迷走》
- 2006年 《狐的故事》
- 2006年 《春宵苦短，少女前進吧！》
- 2007年 《跑吧美樂斯 與另四篇》
- 2007年 《有頂天家族》
- 2008年 《美女與竹林》（散文）
- 2009年 《情書的技術》
- 2009年 《宵山萬花筒》
- 2010年 《企鵝公路》
- 2011年 《四疊半王國回憶錄》
- 2011年 《郵政少年》
- 2011年 《奇想與微笑：太宰治短篇傑作選》（森見登美彥編）
- 2013年 《神聖懶鬼的冒險》
- 2015年 《有頂天家族 二代目の帰朝》
- 2016年 《夜行》
- 2017年 《太阳与少女》*散文
- 2018年 《熱帶》
- 2020年 《四疊半時光機藍調》
- 2024年 《福爾摩斯凱旋歸來》

## 外部連結
- （日語）森見登美彥的日記 （页面存档备份，存于）
- （日語）書的雜誌專訪 （页面存档备份，存于）
- （日語）WEB Quilala專訪 （页面存档备份，存于）
- （日語）學藝咖啡專訪 （页面存档备份，存于）
- （日語）連載作品－熱帶 （页面存档备份，存于）